# Semiothisa abruptata
Semiothisa abruptata fue una división taxonómica para una especie de polilla perteneciente a la familia Geometridae, descrita por el entomólogo inglés Francis Walker en 1862. El nombre fue borrado del Global Biodiversity Information Facility en noviembre de 2022. En algunas bases de datos es puesta como sinonimia de Macaria abruptata.